# Newark (Arkansas)
Pour les articles homonymes, voir Newark.
La ville américaine de Newark est située dans le comté d'Independence, dans l’État de l’Arkansas. Lors du recensement de 2000, sa population s’élevait à 1 219 habitants.

## Démographie
| 1900 | 1910 | 1920 | 1930 | 1940 | 1950 |
| ---- | ---- | ---- | ---- | ---- | ---- |
| 315  | 595  | 906  | 897  | 802  | 913  |

| 1960 | 1970 | 1980  | 1990  | 2000  | 2010  |
| ---- | ---- | ----- | ----- | ----- | ----- |
| 728  | 849  | 1 128 | 1 159 | 1 219 | 1 176 |

## Source
- (en) Cet article est partiellement ou en totalité issu de l’article de Wikipédia en anglais intitulé « Newark, Arkansas » (voir la liste des auteurs).